# Pardesi Babu
Pardesi Babu est un film indien de Bollywood réalisé par Manoj Agrawal sorti le 13 novembre 1998.
Le film met en vedette Govinda, Raveena Tandon et Shilpa Shetty, le long métrage fut un succès notable aux box-office.

## Distribution
- Govinda : Raju Pardesi
- Raveena Tandon : Karuna
- Shilpa Shetty : Chinni Malhotra
- Shashikala : Mai
- Satish Kaushik : Happy (Harpal Singh)
- Aashif Sheikh
- Virendra Saxena : Oldton
- Mohnish Bahl : Naren
- Arun Bakshi
- Avtar Gill
- Deepak Qazir : Père de Raveena Tondon

## Box-office
- Box-office Inde: 280 290 000 Roupies.

Box-office india qualifie le film de Hit.